# Extreme-G 2
Extreme-G 2, también conocido como Extreme G: XG2, es un videojuego de carreras desarrollado por Probe Entertainment y publicado por Acclaim Entertainment para Nintendo 64 y Microsoft Windows. Es la secuela de Extreme-G y es seguido por XGIII: Extreme G Racing.

## Jugabilidad
Esta iteración, como con todos los juegos Extreme-G, se trata de carreras futuristas: carreras de motos con motor de plasma como las de Tron en un Gran Premio intergaláctico a velocidades de más de 999 mph. Cada una de las máquinas tiene sus propias características de manejo, con diferentes velocidades máximas, valores de blindaje y valores de tracción. Todas las máquinas del juego tienen un medidor de energía, con dos depósitos de energía separados para escudos protectores y un arma primaria básica. Si una máquina pierde toda su energía de escudo, explotará al contacto, causando que el jugador pierda una vida o la partida. También es posible que los jugadores se caigan de las vías al atravesar saltos u obstáculos similares. En este caso, el jugador simplemente es teletransportado de regreso a la pista. Los jugadores reciben tres aumentos de "Nitro" por carrera. Extreme-G tiene un modo de campeonato que va desde principiante a experto, modo shoot-em-up (llamado "Modo Arcade" en XG2), carreras multijugador y deathmatch. En el modo shoot-em-up/arcade, los drones informáticos siguen un camino lunar mientras el jugador intenta destruirlos con el arsenal de armas de Extreme-G.

## Recepción
El juego recibió críticas "mixtas" en ambas plataformas según el sitio web agregación de reseñas GameRankings. El editor de N64 Magazine, Jes Bickham, consideró que Extreme-G 2 era mejor que su predecesor, pero peor que F-Zero X y Wipeout 64. IGN criticó la jugabilidad, afirmando que la versión N64 "no estaba ni cerca de su competencia" a pesar de "controles y pistas mejorados". Los gráficos fueron criticados por su "velocidad de fotogramas tartamudeante y filtrado excesivo".
La versión de Nintendo 64 fue finalista del premio "Juego de carreras del año" de la Academy of Interactive Arts & Sciences '1998, que fue para Gran Turismo.